# Chōei Takano
Pour les articles homonymes, voir Takano.
 (mai 2025).
Si vous disposez d'ouvrages ou d'articles de référence ou si vous connaissez des sites web de qualité traitant du thème abordé ici, merci de compléter l'article en donnant les références utiles à sa vérifiabilité et en les liant à la section « Notes et références ».
Chōei Takano (高野 長英, Takano Chōei) fut un des premiers médecins japonais de médecine occidentale, né le 12 juin 1804 à Mizusawa et, victime d'une cabale et emprisonné en 1839, il finit par se donner la mort à Edo le 3 décembre 1850.
Fils de Saneyoshi et de Miya Gotō, il sera ensuite adopté par Gensai Takano pour succéder à la lignée de ses grands-parents maternels (pratique de succession courante au Japon, en l'absence d'héritiers). Choisi par le shogun comme rangakusha, il étudie la médecine, la science et le néerlandais à Edo (Tokyo) avec Choshuku Yoshida puis à Nagasaki avec Philipp Franz von Siebold. 
Il traduit plusieurs livres néerlandais et en écrit beaucoup lui-même, notamment un livre biologique Igen-Suuyo (clefs de l'astrophysique, 1832) et Kyukonibutsuko (Deux moyens de survivre à la famine, 1836). Il promulgue la culture du Haya-soba (Le sarrasin rapide), enseigne les techniques d'amélioration du rendement agricole, préconisant même l'économie des pommes de terre composant une recette des nouilles de sarrasin au radis noir chinois. 
Mais en 1839, le Shogun Ieyoshi Tokugawa désigne Takano et d'autres disciples néerlandais comme les occidentalistes les plus dangereux, qui en savent trop sur les affaires étrangères, notamment sur la politique de sakoku. Après le suicide de son ami San'ei Koseki, accusé d'avoir traduit la bible, Takano préfère se rendre de lui-même au commissariat de police où il est incarcéré. On l'accuse d'avoir écrit Yume-monogatari (Mon rêve, 1838), dans lequel il dénonce les absurdités de la politique shogunale qui refoule les bateaux étrangers des eaux japonaises, et souligne l'importance de l'amitié avec l'Occident, particulièrement avec le Royaume-Uni. 
À la faveur du grand incendie de 1844, il parvient à s'évader de prison. Mais son évasion d'Edo en fait le criminel le plus recherché du Japon et il mène une vie errante de fugitif dans tout l'archipel. Le 30 octobre 1850, découvert à Edo et sur le point d'être capturé, il préfère se donner la mort avec un sabre court.
Ses premiers travaux de médecine humanitaire furent longtemps éclipsés par les événements politiques qui ont suivi, mais de nos jours sa réhabilitation est totale, à en juger par les nombreuses thèses d'histoire ou d'éthique médicale qu'il inspire au Japon. Il a également sa statue dans plusieurs villes de l'archipel.